# August Philip Marderfelt
August Philip Marderfelt (* 10. Januar 1660; † vor 1732) war ein schwedischer Generalmajor.

## Leben
Er war Angehöriger der Freiherren von Mardefeld (schwedisch friherre Marderfelt). Seine Eltern waren Feldmarschall Conrad Mardefelt († 1688) und Augusta Eleonora von der Lancken († nach 1693). Der schwedische Infanteriegeneral Arvid Axel Mardefelt (1655–1708) und der preußische Staatsmann Gustav von Mardefeld (1664–1729) waren seine Brüder.
Marderfelt studierte ab August 1680 in Greifswald, trat aber bereits 1681 als Musketier in das Regiment Wangelin ein. Dort avancierte er 1682 zum Unteroffizier und war 1683 Fähnrich im Bataillon Erskine. Im Juli 1684 wurde er freigestellt und nahm als Leutnant im Lüneburger Kontingent am Feldzug in Ungarn teil. 1686 stand er als Hauptmann in brandenburgischen Diensten und wechselte im August 1688 in gleicher Stellung ins Leibregiment der Königinwitwe. Hier stieg er 1701 zum Major auf und wechselte als solcher 1703 ins Pommersche Dragonerregiment. 1706 erhielt er seine Beförderung zum Oberstleutnant und 1709 die zum Oberst. Seit Mai 1711 war er Regimentschef. Bei Tönning geriet er 1713 in Gefangenschaft, aus der er 1714 zurückkehrte. Vor Stralsund geriet er 1715 erneut in Gefangenschaft, sein Regiment wurde infolgedessen aufgelöst. Erst 1718 wurde er freigelassen und erhielt Ende September 1719 seinen Abschied sowie im Mai 1720 den Charakter als Generalmajor.
Er hatte drei Söhne und eine Tochter, die ihn sämtlich überlebten, jedoch nicht heirateten.